# Robert Warzycha
Robert Warzycha est un footballeur polonais né le 20 août 1963 à Siemkowice.